# Kopalnia Węgla Kamiennego Paryż
Das Bergwerk Paryż, auch Paris, (poln. Kopalnia Węgla Kamiennego Paryż, auch Kopalnia Węgla Kamiennego Generał Zawadzki) war ein Steinkohlenbergwerk in Dąbrowa Górnicza, Polen. Mit Ausnahme einiger weniger Reste auf dem Gelände von Paryż wurden alle Schächte verfüllt und alle Tagesanlagen abgebrochen.

## Geschichte
Viele sehr kleine, aber auch einige größere Zechen im Dombrowaer Kohlebecken bildeten ein Verbundbergwerk, das zwischenzeitlich General Zawadzki und bei seiner Schließung 1995 den Namen Paryż führte. In diesem Artikel sind die wichtigsten Anlagen dieses Bergwerks aufgeführt.

### Reden

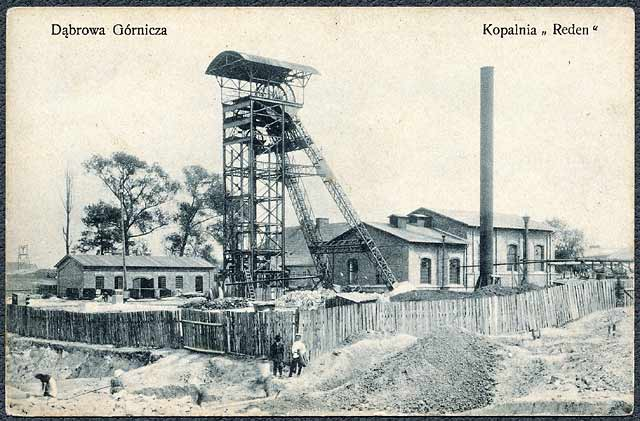
Bergwerk Reden um das Jahr 1910

Das Bergwerk Reden, benannt nach Friedrich Wilhelm Graf von Reden, existierte von 1796 bis 1934 in Dąbrowa Górnicza und hatte eine Größe von 1,85 km².
Im Jahre 1785 wurde zufällig in der Nähe der Ortschaft Dąbrowa dicht unter der Erdoberfläche ein Kohlenflöz entdeckt und zunächst für den Eigenbedarf der Bewohner von Będzin genutzt. Nach der Einverleibung Neuschlesiens durch Preußen (1795 bis 1807) wurde auf Betreiben von Redens dort ein Bergwerk errichtet, das anfänglich 20.000 Scheffel Kohle pro Jahr förderte und der Kriegs- und Domänenkammer in Breslau unterstellt war. Im Rahmen der Eroberung größerer Teile Europas durch die napoleonischen Truppen gelangte es in den Besitz des französischen Marschalls Jean Lannes, wurde dann Eigentum des polnischen Staates und ab 1876 Teil der deutsch-italienischen Dabrowski Kohlenbergwerke. 1897 in russischen Besitz gelangt, wurde es 1925 Teil der Franko-Polskie Towarzystwo Górnicze.
Durch Gründung der benachbarten Zinkhütte Constantine 1817 (In der Nähe waren auch Galmeifunde aufgetan worden.) wurde vermehrt Kohle nachgefragt, so dass die Produktion erhöht werden konnte. Deshalb wurden in dieser Zeit ein Stollen mit dem Namen Ulmann vorgetrieben sowie 1839 zwei Schächte abgeteuft. Einer von ihnen erhielt eine Dampfmaschine für die Förderung und hatte eine Tiefe von 240 m. Ein Brand 1865 untertage legte den Betrieb für mehrere Jahre völlig still. Obwohl 1894 mit einer gründlichen Modernisierung des Bergwerks begonnen worden war, kam die Produktion erst 1899 wieder in Gang.
1836 beschäftigte das Bergwerk lediglich 165 Personen und auch 1912 waren es nur 772 Arbeiter.
Im Jahr 1934 beschloss der Vorstand der Gesellschaft der Dąbrowski Kohlebergwerke, die Zeche stillzulegen. Obwohl es am 9. Juli 1935 einen weiteren Grubenbrand gab, wurde die Zeche während der deutschen Besatzung ab Januar 1941 von der Preussag wieder betrieben.
1945 wurde das Baufeld der Zeche Paris/Paryż zugeschlagen.

### Flora
Die Geschichte der Zeche Flora begann 1875, als Maciej Stochelski nordöstlich von Dąbrowa im Ortsteil Gołonóg zusammen mit Geschäftspartnern eine Schachtanlage gründete, die zunächst den Namen Maciej trug. 1883 ging sie in den Besitz der Österreichischen Nationalbank über.
Trotz neuer Investitionen z. B. in eine Dampfmaschine sank die Förderung von 43.000 t im Jahr 1881 auf nur 1.146 t im Jahr 1895. Unabhängig von diesem Rückgang kam es zwischen den 1890er Jahren und dem Beginn des Ersten Weltkriegs zu mehreren Neugründungen von Zechen in unmittelbarer Umgebung von Maciej mit den Namen Nikolaus, Sophia, Johannes und Wladyslaw. Alle diese Anlagen wurden dann 1903 in der Gesellschaft Flora konsolidiert. Die Besitzerin der Anteilsmehrheit, die Österreichische Nationalbank, verkaufte 1913 diese an französische Investoren (Towarzystwo Akcyjne Kopalni Węgla Flora).
Zunächst verfügte das Bergwerk nur über einen einzigen Förderschacht, der vermutlich den Namen Schacht A trug und neben dem es eine Aufbereitung gab. 1912 kam der Albertschacht mit 190 m Tiefe hinzu; er wurde in den zwanziger Jahren auf 311 m tiefergeteuft. Daneben soll es noch weitere Schächte gegeben haben, die die Bezeichnungen 2 bzw. W trugen.
Im Jahr 1905 begann die Elektrifizierung der Anlage durch die Installation des ersten Generators. In den Jahren 1907–1910 wurden zwei weitere gekauft, so dass in den 20er Jahren die Zeche die Hälfte seines Bedarfs an elektrischer Energie selbst decken konnte.
Zwischen 1890 und 1914 waren dem Bergwerk folgende Anlagen angeschlossen: Zofia, Aleksander, Władysław, Mikołaj, Franciszek, Jan (s. u.) und Wiktoria (s. u.). Einige wenige Jahre arbeiteten auch die Bergwerke Ameryka (1909–1915), Baśka (1929–1936), Batory (1921–1924), Florian (1908–1913), Hanka (Neptun und Wiesław; 1925–1935) und Stanisław (1908–1934) im Tagebau selbstständig auf dem Abbaugebiet von Flora, indem Pächter die Schürfrechte erworben hatten.
Während des Zweiten Weltkriegs wurde auch dieses Bergwerk von der Preussag zwangsverwaltet und 1940 mit Paris/Paryż vereinigt. Kurz nach Kriegsende soff die Zeche ab, weil durch die Verletzung eines Sicherheitspfeilers das Wasser der Schwarzen Przemsza über Schacht Mariusz in die Grubenbaue eingedrungen war. Die Anlage wurde nicht wieder in Betrieb genommen und alle Schächte zwischen 1950 und 1958 verfüllt.
Für zwei der oben aufgelisteten kleineren Bergwerke hier kurze Monographien:

### Jan
Die Zeche Jan (John) wurde 1874 an der Grenze der Kolonien Dąbrowa Dębniki und Korzeniec von Franciszek Łapiński, einem Warschauer Kaufmann, und seinen Mitarbeitern gegründet. Bereits 1887 wurde die Mehrheit der Aktien der Zeche durch die Erben des Grafen Walewski gekauft.
Die Zeche war ein kleines, aber gut ausgestattetes und unabhängiges Bergwerk und verfügte über insgesamt acht Dampfmaschinen. Aufgrund von Fahrlässigkeit des Betreibers kam es 1901 zu einem Wassereinbruch, der auch die benachbarte Zeche Barbara überflutete und drei Bergleute tötete sowie 23 verletzte. Nach der Sümpfung der Grubenbaue wurde die Anlage 1909 erneut überflutet, so dass sich die Betreiber entschlossen, die Zeche an die benachbarte Gesellschaft Flora zu verkaufen.
Im Jahr 1897 förderte das Bergwerk 92.325 Tonnen Kohle, das höchste jemals erzielte Ergebnis. 1900 waren es dann noch 63.124 Tonnen und 1904 nur noch 37.626 Tonnen Kohle.

### Victoria/Wictoria
Die Zeche Victoria (Wiktoria) in Gołonóg wurde von 1900 bis 1901 und von 1928 bis 1938 durch das Bergwerk Flora gepachtet und betrieben. Zuvor war es zusammen mit Lipno seitens des polnischen Staates an Joseph Lipinki abgegeben worden. In den Jahren 1928–1938 gab es ein eigenständiges Unternehmen consol. Victoria, deren Gesellschafter Piotr Kozłowski und Ignatius Meitlis waren. Die Produktion belief sich im Jahr 1937 (Maximum) auf 95 611 t.

### Mars
Bei Mars handelte es sich um die größte Zeche in Będzin-Łagisza, die der Towarzystwo (Gesellschaft) Saturn gehörte.
Viele kleinere Anlagen, die anfänglich eigenständig operierten und meist von Maciej Stochelski gegründet worden sind, gehörten zu Mars, u. a. Alma (1910 noch eigenständig mit 350 Mitarbeitern; 1920 stillgelegt) und Dorota, von der aus zwischen 1829 und 1834 die Flöze der Reden-Randgruppen abgebaut wurden und auf der topographischen Karte 1:25.000 Blatt Laurahütte von 1942 auch als „Kp. wegl. Mars“ zu finden ist.
1921 startete die Gesellschaft Saturn mit dem Abbau von 1 bis 2 m mächtigen Flözen in Tiefen von 40 bis 65 m. Anfänglich erfolgte er in streichendem Pfeilerbau, bei dem nach dem Hereinholen der Zimmerung die ausgekohlten Felder planmäßig zu Bruch gingen. Erst in den Jahren 1927 bis 1939 wählte man beim 2 m mächtigen Flöz 816 den Spülversatz.
Die Produktion des Bergwerks wurde während des Zweiten Weltkriegs auf 1,41 Mio. t gesteigert, obwohl damit ein erheblicher Verschleiß und eine Vernachlässigung der Vorrichtungen verbunden waren.
Bei Kriegsende wurde Mars aus dem Verbund der Gesellschaft Saturn ausgegliedert, kurzzeitig an Paris/Paryż angeschlossen und schon am 1. Januar 1946 mit anderen Bergwerken im Dombrowaer Kohlebecken zu General Zawadzki (s. u.) vereinigt.

### Koszelew
Dieses zwischen Bedzin und Dąbrowa Górnicza gelegene Bergwerk wurde 1825 gegründet und erhielt zunächst zu Ehren des polnischen Schatzministers Franciszek Ksawery Drucki-Lubecki den Namen Xavier. Es gehörte dem polnischen Finanzministerium (Schatzkammer des Königreichs Polen). Als dann 1875 als erster Tiefbauschacht Koszelew abgeteuft wurde, erhielt das gesamte Bergwerk diesen neuen Namen. Ein Jahr später kauften es zwei russische Offiziere, Alexei Plemiannikow und Antoni Riesenkampf und verpachteten es für 90 Jahre an die deutsch-italienische Bank mit Sitz in Paris. Da Käufer und Pächter dieselben wie bei dem Bergwerk Paris (s. u.) waren, wurden beide Zechen gemeinsam betrieben und verwaltet. Anfänglich diente Schacht Koszelew der Förderung, nach der Niederbringung von Schacht Paris (s. u.) nur noch der Seilfahrt.

### KWK Paris/Paryż
Die Zeche Paris wurde zusammen mit Koszelew im Jahr 1876 im russischen Teil Polens gegründet. Käufer und Pächter waren dieselben wie dort.
Bereits 1878 wurde für die Verwaltung dieser und anderer im Besitz der Bank befindlicher Zechen die französisch-italienische Gesellschaft Dabrowski Coal Mines (KWK Towarzystwo Francusko-Włoskie Dąbowskich) gegründet.
Anfänglich gab es auf Paris nur Tagebau unter dem Namen Nowa-Łabęcki (bis 1880), bevor 1875 die beiden ersten Schächte Koszelew (s. o.; Förderschacht) und St. Barbara (ausziehender Wetterschacht) niedergebracht wurden.
Bald wurde das Kohlenfeld durch zwei weitere Schächte erschlossen, Paris und Cieszkowski (weiterer Name Chaper). Letzterer diente als Wetterschacht und wurde 1881 mit Schacht Paris durchschlägig.
Nach dem Zweiten Weltkrieg Mine wurden die zwischenzeitlich geschlossenen Zechen Mars, Reden, Flora und Antoni aus dem Besitz der Dąbrowa-Gruben dem Bergwerk zugeschlagen und es zu Ehren des Gouverneurs von Schlesien in General Zawadzki umbenannt.
Als Teil der erhöhten Nachfrage nach Kohle wurden in den 50er Jahren einige dieser zuvor stillgelegten Teile wieder in Betrieb genommen. In den 60er Jahren erfolgte eine Modernisierung des Bergwerks, bei der eine neue Sohle angelegt, die Schächte Andrew sowie Małobądz (1960 eröffnet) abgeteuft und Schacht Cieszkowski tiefer geteuft wurden. Zugleich erhielt dieser Schacht ein neues Fördergerüst und eine neue Fördermaschine. Auch die noch aus dem Jahr 1933 stammenden Aufbereitungsanlagen wurden abgerissen und neu erbaut.
1994 zerstörte ein Feuer zahlreiche Tagesanlagen, u. a. die Sortierung, die Kohlenwäsche, das Kesselhaus und mehrere Werkstätten. Zum Glück gelang es, ein Durchschlagen der Flammen zu den Abbaupunkten zu verhindern.
Im Juli 1969 gab es einen Wasser- und Schlammeinbruch von 90.000 m³ Wasser und Schlamm aus der Ansiedlung Hedwig II, durch den 119 Bergarbeiter eingeschlossen wurden. Durch eine Rettungsaktion konnten mit einer Ausnahme alle anderen Bergleute lebend befreit werden.
In den 1960er Jahren verfügte das Bergwerk über neun Schächte: Paris, Cieszkowski, Łabęcki (ausziehender Wetterschacht; Seilfahrt), Walery, Koszelew, Barbara, Andrew und Małobądz. Nach dem erwähnten Wasser- und Schlammeinbruch wurden die beiden Łabęcki-Schächte geschlossen und verfüllt.
Kurz vor ihrer Stilllegung am 30. Juli 1995 erhielt die Zeche wieder ihren alten Namen Paryz zurück. Aufgrund der mangelnden Rentabilität in der ersten Hälfte der 1990er Jahre wurde beschlossen, das Unternehmen am 30. Juni 1995 zu liquidieren.

### General Zawadzki
Vom Zusammenschluss der Bergwerke Mars, Paris/Paryż, Reden (bereits stillgelegt) und Flora (stillgelegt) 1945 bis zum Jahr 1990 führte das Verbundbergwerk den Namen des Generals. Von 1958 bis zur Schließung 1968 gehörte auch der Tagebaubetrieb Brzozowice zu diesem Verbund. Danach führte es wieder den Namen Paryż.

## Förderzahlen
- Reden 1840: 15.000 t; 1900: 19.690 t; 1913: 274.032 t

- Flora 1900: 175.145 t; 1913: 389.596 t ; 1938: 297.087 t

- Mars 1913: 37.198 t ; 1938: 140.580 t

- Koszelew 1840: 64.000 t ; 1898: 172.472 t

- Paryż/Zawadzki 1900: 448.744 t; 1913: 680332 t; 1938: 870.443 t; 1970: 2.035.993 t; 1979: 2.090.436 t